# Lucius Flavius Tellurius Gaetulicus
Lucius Flavius Tellurius (oder Tellutius) Gaetulicus (vollständige Namensform Lucius Flavius Titi filius Aemilia Tellu[] Gaetulicus) war ein im 1. und 2. Jahrhundert n. Chr. lebender Angehöriger des römischen Ritterstandes (Eques). Durch eine Inschrift, die in Dyrrachium gefunden wurde, ist seine Laufbahn bekannt.
Gaetulicus wurde von Trajan (98–117) mit dem Staatspferd geehrt (equo publico honorato), d. h. in den Ritterstand aufgenommen. Danach war er Kommandeur (Praefectus) der Cohors II equitata Hispanorum, die zu diesem Zeitpunkt in der Provinz Germania superior stationiert war.
Gaetulicus war in der Tribus Aemilia eingeschrieben. Er war in Dyrrachium Patron und übte dort die zwei Ämter eines IIvir quinquennalis und eines Pontifex aus. Die Inschrift wurde ihm zu Ehren errichtet; vermutlich geschah dies, weil er 170.000 Sesterzen für ein Grundstück zur Verfügung stellte, das für den Bau einer Bibliothek gedacht war und weil er darüber hinaus bei der Einweihung auf eigene Kosten Gladiatorenspiele veranstaltete, bei denen 12 Paare von Gladiatoren (gladiatoribus paribus XII) auftraten.
Die Inschrift wird bei der Epigraphik-Datenbank Clauss-Slaby (EDCS) auf 98/117 datiert.

## Tellurius / Tellutius
Die Inschrift ist heute verschollen; sie war an dieser Stelle des Namens beschädigt. Der Namensbestandteil wird bei der EDCS mit Tellut[] angegeben. Margaret M. Roxan gibt Telluris an, John Spaul Tellur. Laut Ulrike Ehmig, Rudolf Haensch ist sowohl die Lesung Tellurius als auch Tellutius unsicher.